# Eupeodes perplexus
Eupeodes perplexus là một loài ruồi trong họ Ruồi giả ong (Syrphidae). Loài này được Osborn mô tả khoa học đầu tiên năm 1910. Eupeodes perplexus phân bố ở miền Tân bắc